# Affaire des viols de Pré-Naville
L'affaire des viols de Pré-Naville est une affaire judiciaire consécutive aux viols de deux jeunes femmes par la bande dite des « Pharaons » dans le squat de Pré-Naville, quartier des Eaux-Vives à Genève dans la nuit du 10 au 11 octobre 1981.

## Historique
Dans la nuit du 10 au 11 octobre 1981 onze hommes (accompagnés de trois femmes), de la bande dite des « Pharaons », pénètrent en se faisant passer pour d'autres dans un immeuble occupé au 6, rue Pré-Naville à Genève et violent les deux jeunes femmes présentes. Sept d'entre eux reviennent plus tard, passent par la fenêtre et les violent à nouveau à 4 reprises,. Ils ont cassé les lampes et occulté les fenêtres, et brouillent les pistes en taisant leurs noms respectifs pendant l'enquête. Ces actes donnent lieu au premier procès pour viol dont les conséquences politiques à Genève seront importantes. Le Mouvement de libération des femmes (MLF) genevois constitue un Comité contre le viol pour soutenir les deux femmes victimes. Dans un contexte où les personnes occupant des squats se plaignent de la façon dont on les déloge et du manque de protection de la police contre les agressions subies par des bandes, aucun lien entre la bande des Pharaons et le propriétaire de l'immeuble de Pré-Naville ne peut être démontré mais l'instruction du procès traîne en longueur.
Deux cents personnes manifestent en novembre 1981 pour dénoncer le manque de volonté des autorités dans la poursuite des actes de viol, ainsi que les violences touchant les squatters. Les inculpés ont fait de la prison préventive, mais le dernier d'entre eux est libéré déjà le 21 janvier 1982.
En mars 1982, les deux victimes de ces viols sont les seules personnes convoquées à la suite de la découverte de graffitis sur les murs des domiciles des agresseurs, le comité contre le viol dénonce une stigmatisation des victimes.
Le 8 mars 1983, la Cour d’assises de Genève déclare les 11 accusés coupables, sans circonstances atténuantes, de viol,
d’attentat à la pudeur avec violence et de complicité de viol. Quatre membres de la bande des Pharaons sont reconnus coupables de viol. Le substitut du procureur général réclame des peines allant de 27 mois à 7 ans de réclusion. Les peines prononcées vont de 20 mois à 5 ans et demi d’emprisonnement, sans sursis,.
Le jour du procès, entre 150 et « plusieurs centaines » de personnes participent à un rassemblement « contre le viol et les violences faites aux femmes » devant le Palais de justice. Cette manifestation est organisée notamment par le Dispensaire des femmes, Solidarité femmes en détresse, le Comité contre le viol, et Radio Pleine Lune,.
Les accusés font recours et tous sont déboutés en 1984, sauf un, pour lequel un vice de forme est reconnu.
Un des accusés a été condamné à 5 ans de réclusion. Ses recours en 1983 et 1984 en cassation et au Tribunal fédéral ont été rejetés. Il part à l’étranger avant de subir sa peine, mais il est interpellé lors d’un contrôle d’identité en Suisse en 1994 et incarcéré. Une demande de grâce partielle auprès du Grand Conseil (une réduction de peine de 14 mois) est refusée le 27 juin 1996, par souci d'égalité de traitement avec les autres condamnés qui, à ce jour, ont tous accompli leur peine (l’un d’eux s’est suicidé durant sa détention).

## Suites

### Comité contre le viol
Le Comité contre le viol créé par le Mouvement de libération des femmes (MLF) genevois avait pour mot d’ordre : « Contre le viol toute défense est légitime » et pour objectif « sortir du silence » et venir en aide aux femmes violées. Des réunions ouvertes à toutes les femmes ont lieu un soir par semaine au Centre femmes. Le Comité dénonce la manière dont la police et la justice ont traité l’affaire de Pré-Naville ; une pétition signée par 200 femmes, une conférence de presse et un rassemblement sont organisés pour exiger le respect des victimes.
Ce comité devient en novembre 1985 une association pérenne dans le but d’aider les victimes de viols : « Viol-Secours ». Ce collectif répond « au vide institutionnel en matière de lutte contre le viol ». L’association ouvre une permanence téléphonique et étend son domaine d'activités. Elle existe toujours en 2018,.

### Droit pénal et justice
Déjà en 1983, la conseillère nationale genevoise socialiste Amélia Christinat dépose une motion « invitant le Conseil fédéral à envisager une modification du Code pénal afin d’introduire la notion de circonstances aggravantes pour les viols commis par les individus agissant en bande ». Les condamnations prononcées dans l’affaire de Pré-Naville ont visé des auteurs individuels, sans que le tribunal ne puisse retenir la circonstance aggravante d’avoir agi en groupe.
Le 1er octobre 1992 entre en vigueur une révision du Code pénal en ce qui concerne les infractions contre l'intégrité sexuelle. Un des points concerne l’introduction d'une circonstance aggravante permettant de punir plus sévèrement les auteurs d'un viol commis en commun par plusieurs personnes.
Dans leur travail sur les réponses données aux violences faites aux femmes dans le canton de Genève, Marta Roca I Escoda et Marylene Lieber affirment en 2015 que ce procès a été « le premier procès politique en matière de viol soutenu par un comité, largement suivi par le public et amplement couvert par la presse », et que les condamnations ont été « d’une rare sévérité à Genève en matière de viol à l’époque ». L’un des buts de Viol-Secours a été de « faire reconnaître le viol en bande comme une circonstance aggravante ». En droit français, le viol commis par plusieurs personnes, ou « viol en réunion » est puni plus sévèrement.
À Genève, le procès de Pré-Naville marque un tournant dans le traitement des affaires de viol. Lorella Bertani, juge suppléante auprès du tribunal de Genève, écrit en 2018 dans un article intitulé « Code lourd et drague pénale » que : « pour la première fois on entendait vraiment les victimes et on condamnait les auteurs ».